# Miracles (film)
Miracles is een Hongkongse actiefilm, uit 1989, geregisseerd, geschreven en mede-geacteerd door Jackie Chan. Het verhaal speelt zich af in de jaren dertig in Hongkong.

## Verhaal
Het verhaal begint wanneer Cheng (Jackie Chan) een gangsterbaas van de dood redt en hij wordt opgenomen als de nieuwe gansterbaas van de maffia. Na een aantal 'miraculeuze' gebeurtenissen gaat Cheng toch vol zelfvertrouwen verder als gangsterbaas. Hij opent een nachtclub en alles loopt op rolletjes. Hij vindt zijn ware liefde en klimt op naar de top van het gangsterleven. Hij gaat te werk met het motto 'Wie goed doet, goed ontmoet'. Helaas laat een rivaliserende bende zich niet sollen met goede daden.

## Rolverdeling

### Hoofdrolspelers
| Acteur          | Personage              |
| --------------- | ---------------------- |
| Jackie Chan     | 'Charlie' Kuo Chen Wah |
| Anita Mui       | Yang Luming            |
| Rose Gua Ah Lei | Madam Kao (Lady Rose)  |
| O Chun Hung     | Tiger                  |
| Wu Ma           | Uncle Hoi              |
| Lo Lieh         | Fei                    |
| Bill Tung       | Tung                   |
| Gloria Yip      | Belle Kao              |
| Richard Ng      | Chief Inspector Ho     |

### Cameo’s
De film bevat een groot aantal cameo’s van onder andere:
- Jacky Cheung
- Grasshopper
- Lui Fong
- Yuen Biao
- Michael Chow
- Billy Chow
- Kenny Bee
- Simon Yam
- Melvin Wong
- Chor Yuen
- Mars (Chiang Wing-Fat)

## Achtergrond
Volgens Bey Logans audiocommentaar op de dvd-versie van de film, kreeg Jackie Chan het idee voor de film na het zien van Frank Capra's film Pocketful of Miracles uit 1961.
De productie van de film kampte met grote problemen. Zo maakte een van de acteurs een dodelijke val op de set, en vernietigde een storm veel van de filmsets. Ook raakte Chan zelf gewond.
De film is internationaal uitgebracht onder verschillende titels waaronder:
- Mr. Canton and Lady Rose (Hongkong, Engelse titel)
- Black Dragon (VS)
- Miracles: The Canton Godfather (Verenigd Koninkrijk)
- The Canton Godfather (Australië)

Volgens Jackie Chans autobiografie is Miracles zijn favoriete film die hij heeft geregisseerd.

## Prijzen en nominaties
In 1990 werd “Miracles” genomineerd voor vier Hong Kong Film Awards, waarvan hij er 1 won:
- - Gewonnen: Beste Actiechoreografie
  - Nominatie: Beste acteur (Jackie Chan)
  - Nominatie: Beste Art Direction (Eddie Ma)
  - Nominatie: Best Filmmontage (Peter Cheung)